# Rajd Polski 1972
Rajd Polski 1972 (32. Rajd Polski) – 32. edycja rajdu samochodowego Rajd Polski rozgrywanego w Polsce. Rozgrywany był od 13 do 16 lipca 1972 roku. Bazą rajdu był Kraków. Rajd był dwunastą rundą Rajdowych Mistrzostw Europy w roku 1972, czwartą rundą Rajdowych samochodowych mistrzostw Polski w roku 1972 oraz drugą rundą Rajdowego Pucharu Pokoju i Przyjaźni w roku 1972.

## Klasyfikacja generalna rajdu[1]
| Miejsce | Kierowca         | Pilot              | Samochód              | Czas    | Strata   |
| ------- | ---------------- | ------------------ | --------------------- | ------- | -------- |
| 1       | Raffaele Pinto   | Gino Macaluso      | Fiat 124 Spider       | 4:49:45 | -        |
| 2       | Walter Röhrl     | Jochen Berger      | Ford Capri 2600       | 4:56:26 | +6:41    |
| 3       | Stasys Brundza   | Anatoliy Brum      | Moskwicz 412          | 5:33:09 | +43:24   |
| 4       | Attila Ferjáncz  | Jenő Zsembery      | Renault 12 Gordini    | 5:33:50 | +44:05   |
| 5       | Peter Hommel     | Günter Bork        | Wartburg 353          | 5:39:49 | +50:04   |
| 6       | Robert Mucha     | Ryszard Żyszkowski | Polski Fiat 125p 1500 | 5:45:38 | +55:53   |
| 7       | Vitold Sprukt    | Andris Kalnays     | Moskwicz 412          | 5:49:17 | +59:32   |
| 8       | Maciej Stawowiak | Jan Czyżyk         | Polski Fiat 125p 1500 | 5:56:17 | +1:06:32 |
| 9       | Erik Otto Banck  | Jens-Peter Jensen  | Opel Ascona 1.6 SR    | 5:57:41 | +1:07:56 |
| 10      | Jerzy Dobrzański | Antoni Ryniak      | Polski Fiat 125p 1500 | 5:59:49 | +1:10:04 |

## KlasyfikacjaRSMP[4][5]
Do klasyfikacji RSMP zaliczany był tylko I etap rajdu to znaczy pierwsze 23 odcinki specjalne, odbywające się 13 i 14 lipca 1972 roku. 
| Miejsce | Kierowca               | Pilot               | Samochód              | Czas    | Strata | Grupa Klasa |
| ------- | ---------------------- | ------------------- | --------------------- | ------- | ------ | ----------- |
| 1       | Adam Smorawiński       | Andrzej Zembrzuski  | BMW 2002 Alpina       | 3:10:03 | -      | 2 II/9-13   |
| 2       | Robert Mucha           | Ryszard Żyszkowski  | Polski Fiat 125p 1500 | 3:24:18 | +14:15 | 2 II/8      |
| 3       | Jerzy Landsberg        | Marian Wangrat      | Polski Fiat 125p 1500 |         |        | 2 II/8      |
| 4       | Marek Varisella        | Janina Jedynakowa   | Polski Fiat 125p 1300 | 3:26:25 | +16:22 | 2 II/7      |
| 5       | Jerzy Dobrzański       | Antoni Ryniak       | Polski Fiat 125p 1500 | 3:27:26 | +17:23 | II/8        |
| 6       | Włodzimiez Markowski   | Wojciech Kalina     | Polski Fiat 125p 1500 | 3:29:21 | +19:18 | 1 I/8       |
| 7       | Maciej Stawowiak       | Jan Czyżyk          | Polski Fiat 125p 1500 | 3:31:33 | +21:30 | 1 I/8       |
| 8       | Lelio Lattari          | Jacek Różański      | Alfa Romeo 1750 GTV   | 3:33:38 | +23:35 | 1 I/8       |
| 9       | Andrzej Nytko          | Jacek Chmielewski   | Škoda 110 L           | 3:48:31 | +38:28 | 2 II/5-6    |
| 10      | Włodzimierz Groblewski | Janusz Książkiewicz | Polski Fiat 125p 1500 | 3:51:34 | +41:31 | 1 I/8       |

## KlasyfikacjaCoPaF[6]
| Miejsce | Kierowca         | Pilot              | Samochód              | Czas    | Strata |
| ------- | ---------------- | ------------------ | --------------------- | ------- | ------ |
| 1       | Stasys Brundza   | Anatoliy Brum      | Moskwicz 412          | 5:33:09 | 0.00   |
| 2       | Attila Ferjáncz  | Jenő Zsembery      | Renault 12 Gordini    | 5:33:50 | +41    |
| 3       | Peter Hommel     | Günter Bork        | Wartburg 353          | 5:39:49 | +6:40  |
| 4       | Robert Mucha     | Ryszard Żyszkowski | Polski Fiat 125p 1500 | 5:45:38 | +12:29 |
| 5       | Vitold Sprukt    | Andris Kalnays     | Moskwicz 412          | 5:49:17 | +16:08 |
| 6       | Maciej Stawowiak | Jan Czyżyk         | Polski Fiat 125p 1500 | 5:56:17 | +23:08 |
| 7       | Jerzy Dobrzański | Antoni Ryniak      | Polski Fiat 125p 1500 | 5:59:49 | +26:40 |
| 8       | Marek Varisella  | Janina Jedynakowa  | Polski Fiat 125p 1300 | 6:08:44 | +35:35 |